# Palmetta

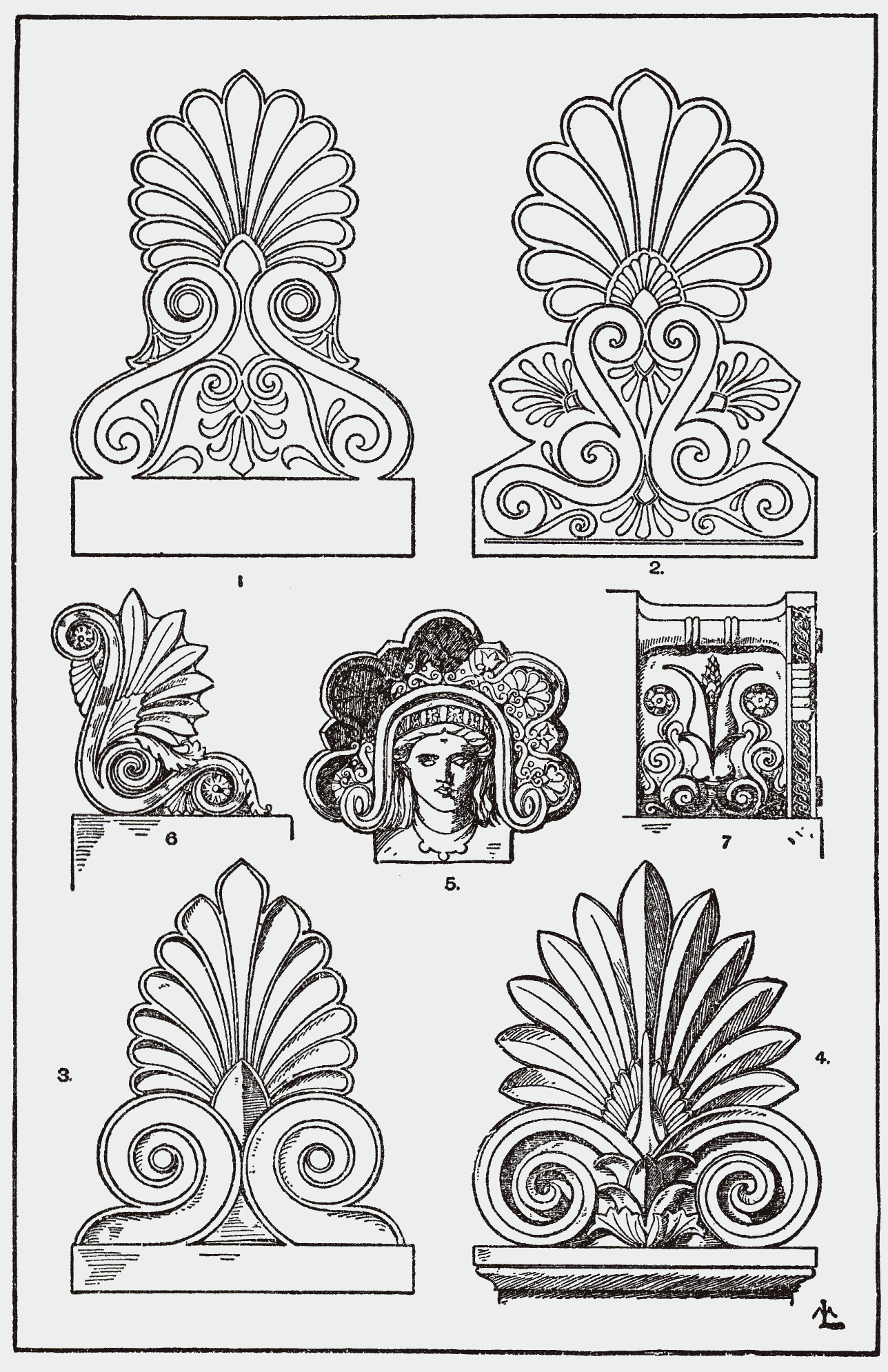
Palmetta antefixek

A palmetta hét vagy több pálmalevélből álló, legyezőszerű dekoratív elem, a görög építészet kedvelt építménye. Valószínűleg az egyiptomi stilizált pálma-motívumból ered. Többnyire sorozatosan fordul elő, ilyenkor az egyes palmetták indákkal vannak egymással összekötve. Fő díszítő eleme az antefixnek, azonkívül főleg vázaképeken és terrakottákon maradt fenn. A rómaiak és a reneszánsz építészetében is gyakran felhasznált díszítő motívum.